# Анна Далассина
Анна Далассина (около 1030 — не ранее 1 ноября 1100 и не позднее 1 ноября 1102, Константинополь) — жена (с 1042 года) византийского военачальника Иоанна Комнина (1015—1067), брата Исаака Комнина, который в 1057—1059 годах занимал императорский престол; мать императора Алексея I Комнина.

## Биография

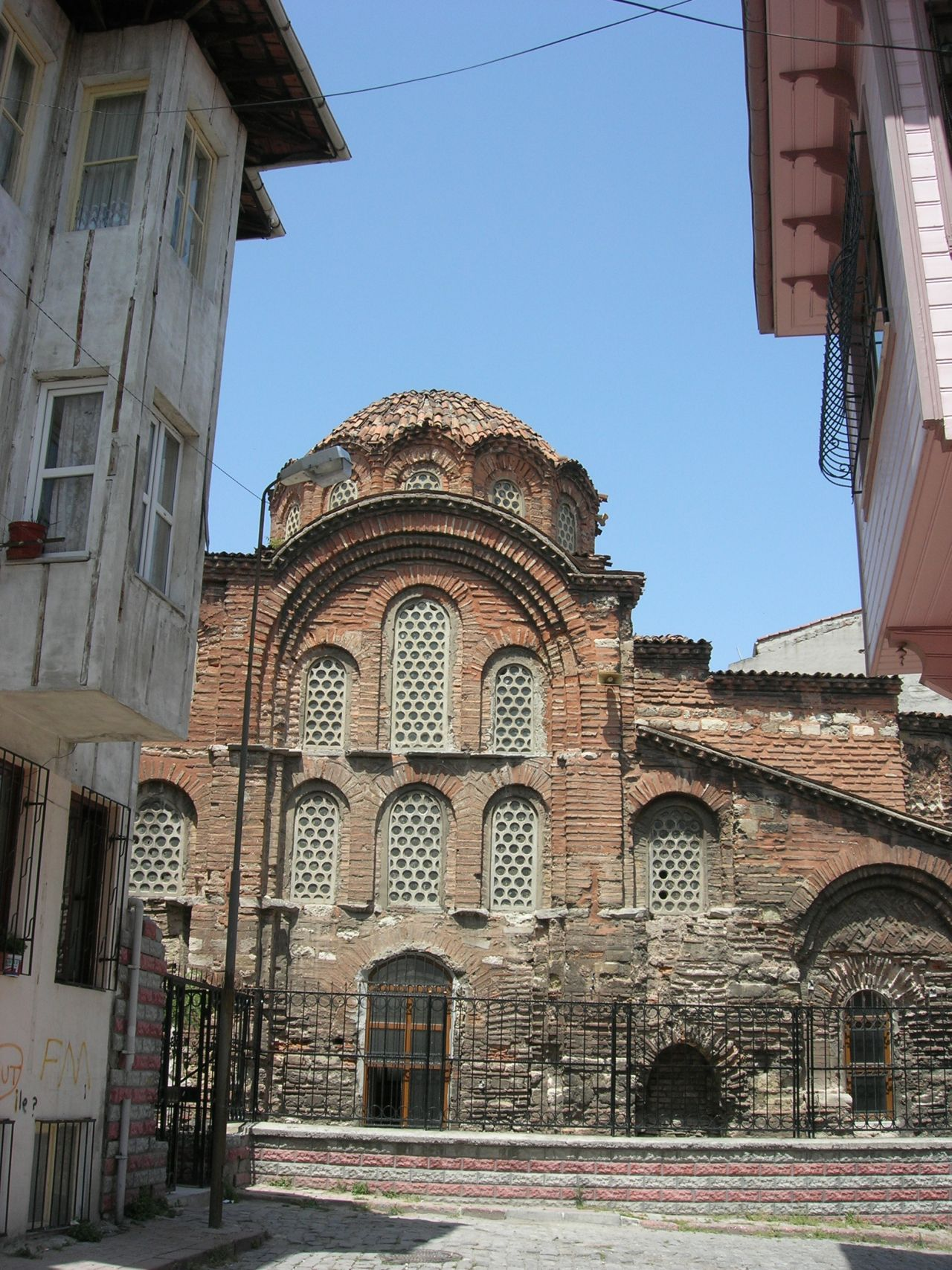
Церковь Христа Пантепопта, построенная по инициативе Анны Далассины.

Анна Далассина происходила из знатного таласского рода, возможно, армянского или греческого происхождения. Оказывала заметное влияние на государственные дела в царствование своего сына Алексея I, во время частых военных походов императора фактически управляла столицей. Противостояла придворной партии императрицы Ирины.
Женщина глубоко религиозная, Анна основала в Константинополе монастырь Христа Всевидящего, перестроила церковь Святой Фёклы. Незадолго до смерти приняла монашеский постриг.

## Дети
- Мануил;
- Мария, жена Михаила Таронита;
- Исаак;
- Евдокия, жена Никифора Мелиссина;
- Феодора, жена Константина Диогена;
- Алексей I, император Византии (1081—1118);
- Адриан;
- Никифор.